# 王家庄牧场
王家庄牧场，是中华人民共和国新疆维吾尔自治区巴音郭楞蒙古自治州焉耆回族自治县下辖的一个乡镇级行政单位。

## 行政区划
王家庄牧场下辖以下地区：
第一村和第二村。